# Ngô Chí Cường
Ngô Chí Cường (sinh ngày 11 tháng 9 năm 1967) là một chính trị gia người Việt Nam. Ông hiện là Ủy viên Ban Chấp hành Trung ương Đảng Cộng sản Việt Nam khóa XIII, Bí thư Tỉnh ủy Vĩnh Long, đại biểu Quốc hội Việt Nam khóa XIV, XV nhiệm kì 2021-2026 thuộc đoàn đại biểu quốc hội tỉnh Vĩnh Long, Trưởng đoàn Đại biểu Quốc hội tỉnh Vĩnh Long.

## Xuất thân
Ngô Chí Cường sinh ngày 11 tháng 9 năm 1967 quê quán ở xã Nguyệt Hóa, huyện Châu Thành, tỉnh Trà Vinh (nay là tỉnh Vĩnh Long).

## Giáo dục
- Giáo dục phổ thông: 12/12
- Cử nhân Hành chính
- Cử nhân Chính trị
- Cử nhân lí luận chính trị

## Sự nghiệp
Ông gia nhập Đảng Cộng sản Việt Nam vào ngày 24/5/1992.
Ông từng là đại biểu hội đồng nhân dân Tỉnh Trà Vinh nhiệm kỳ 2011 - 2016.
Ông từng đảm nhiệm các vị trí công tác: Phó Trưởng phòng, Trưởng Phòng Tổ chức cán bộ, Ban Tổ chức Tỉnh ủy Trà Vinh; Phó Trưởng ban Tổ chức Tỉnh ủy, Trưởng ban Tổ chức Tỉnh ủy Trà Vinh; Bí thư Thành ủy Trà Vinh; Phó Bí thư Thường trực Tỉnh ủy Trà Vinh nhiệm kỳ 2015-2020.
Ông đã trúng cử đại biểu quốc hội năm 2016 ở đơn vị bầu cử số 1, tỉnh Trà Vinh gồm có thành phố Trà Vinh và các huyện: Càng Long, Cầu Kè, Tiểu Cần, được 271.948 phiếu, đạt tỷ lệ 78,08% số phiếu hợp lệ.
Ngày 16/10/2020, tại Đại hội Đại biểu Đảng bộ tỉnh Trà Vinh lần thứ XI, Ban Chấp hành Đảng bộ tỉnh đã bầu ông giữ chức vụ Bí thư Tỉnh ủy Trà Vinh nhiệm kỳ 2020-2025.